# Papuamunkskata
Papuamunkskata (Philemon novaeguineae) är en fågel i familjen honungsfåglar inom ordningen tättingar.

## Utbredning och systematik
Fågeln delas upp i sju underarter med följande utbredning:
- P. n. novaeguineae – västpapuanska öarna samt Vogelkophalvön på nordvästra Nya Guinea
- P. n. novaeguineae – Aruöarna sydväst om Nya Guinea
- P. n. jobiensis – ön Yapen och norra Nya Guinea
- P. n. brevipennis – södra Nya Guinea
- P. n. trivialis – norra kusten av sydöstra Nya Guinea
- P. n. subtuberosus – Trobriandöarna och D'Entrecasteaux-öarna utanför sydöstra Nya Guinea
- P. n. tagulanus – ön Tagula utanför sydöstra Nya Guinea

Den betraktas ofta som en underart till hjälmmunkskata (P. buceroides).

## Status
IUCN erkänner den inte som art, varför den inte placeras i någon egen hotkategori.